# Louis-Henri de Palatinat-Simmern
Louis Henri (en allemand : Ludwig Heinrich) (11 octobre 1640 - 3 janvier 1674) est comte palatin du Rhin de Simmern-Kaiserslautern de 1655 à 1673.

## Biographie
Louis Henri est né en 1640, et est le seul survivant des fils de Louis-Philippe de Palatinat-Simmern. Il succède à son père en 1655, et se retire en 1673. Il meurt moins d'un an plus tard, et est enterré dans l'église St-Stephan de Simmern.

## Mariage
Louis Henri épouse Marie d'Orange-Nassau (1642–1688) (5 septembre 1642 - 20 mars 1688) en 1666, fille du prince Frédéric-Henri d'Orange-Nassau. Le mariage est resté sans enfant.

## Sources
- Félix Joseph Lipowsky: Karl Ludwig Churfürst von der Pfalz. Seidel, 1824, S. 53
- Heinrich août Pierer: Universel-lexikon der gegenwart und vergangenheit: oder, Neuestes encyclopädisches wörterbuch der wissenschaften, künste und gewerbe, bearb von mehr als 220 gelehrten, Bande 18 H. A. Pierer, 1843, S. 148 version Numérique